# Mary Lamb
Mary Anne Lamb (3 de diciembre de 1764-20 de mayo de 1847) fue una escritora inglesa, conocida principalmente por la obra Tales from Shakespeare (1807), escrita en colaboración con su hermano Charles. Lamb padecía una enfermedad mental y en 1796, a los 31 años, durante un ataque de enajenación mental, mató a su madre con un cuchillo de cocina. Ella y Charles presidieron un círculo literario en Londres que incluía a los poetas William Wordsworth y Samuel Taylor Coleridge, entre otros.

## Primeros años
Mary Lamb, nacida en Londres el 3 de diciembre de 1764, era la tercera de los siete hijos de John y Elizabeth Lamb. Sus padres trabajaban para el parlamentario londinense Samuel Salt y la familia vivía en la planta alta de la casa de Salt, en el Inner Temple. De los hermanos de Mary solo sobrevivieron dos: John, el hermano mayor, y  Charles, el más pequeño. Mary aprendió literatura a través de las historias que le contaba su padre cuando visitaba a su vecino Samuel Johnson y a sus invitados. Ella recordaba haber visto en la calle, a la edad de cinco años, al escritor Oliver Goldsmith y también ser testigo de una actuación de David Garrick. Es posible que su padre la llevara con él en sus excursiones a la librería cercana Pope's Head.
Los Lamb tuvieron que dejar su alojamiento poco después de la muerte de Samuel Salt en 1792. Aunque John Lamb siguió trabajando en su antiguo puesto en el Great Hall del Inner Temple, donde había asistido a Salt, su salario no alcanzaba para mantener el alojamiento que este le había proporcionado sin coste alguno. Samuel Salt dejó 600 libras esterlinas a los Lamb, además de pequeñas rentas. La familia se trasladó a una casa en Little Queen Street, cerca de High Holborn. Por esta época, John Lamb tuvo un derrame cerebral y perdió la movilidad de su mano izquierda. No obstante, se le permitió recibir su salario mientras era remplazado por otro empleado que desempeñaba sus funciones en el Inner Temple. Este acuerdo duró hasta la muerte de John en 1799.
A principios de la década de 1790, Elizabeth Lamb comenzó a experimentar un dolor agotador, posiblemente a causa de una artritis que terminó por incapacitarla. Mary, la única persona que estaba en casa durante el día, asumió la responsabilidad de cuidarla. En 1796, se quedó incapacitada y dependiente completamente de su hija. La hermana de John, la solterona Sarah Lamb, también vivía con la familia y sus cuidados se repartían entre Charles y Mary. En 1795, Charles sufrió una crisis mental y pasó desde finales de 1795 hasta principios de 1796 en un sanatorio mental privado. Durante este tiempo, Mary trabajó como costurera, y contaba con una joven aprendiz. Las responsabilidades y expectativas puestas en Mary comenzaron a ser una carga importante para ella hacia finales de 1796. Su padre estaba viejo, su madre requería cuidados constantes y su hermano John había sufrido un accidente y se había trasladado con la familia para que ella también lo cuidara. Es posible que Mary, además, tuviera dificultades para formar a su joven aprendiz. Esta situación empezó a afectar a su estabilidad mental.

## Asesinato de Elizabeth Lamb
El 22 de septiembre de 1796, mientras preparaba la cena, Mary se enojó con su aprendiz y la apartó bruscamente de su camino empujándola a otra habitación. Elizabeth comenzó a gritarle por este comportamiento. Mary sufrió un colapso mental mientras su madre seguía gritándole. Cogió el cuchillo de cocina que tenía en la mano, lo empuñó y se acercó a su madre que estaba sentada. Luego apuñaló mortalmente a su madre en el pecho, a la vista de John y Sarah Lamb, que estaban cerca. Charles entró corriendo a la casa poco después del asesinato y le quitó el cuchillo a Mary.
Esa noche Mary fue confinada en una casa para enfermos mentales local llamada Fisher House, en Islington, un lugar que Charles encontró para ella a través de un médico amigo suyo. Charles asumió la responsabilidad de Mary tras rechazar la sugerencia de su hermano John de que la internaran en un manicomio público. Pocos días después los periódicos informaron sobre el asesinato. El forense había emitido el veredicto de locura. Un mes después del asesinato, mientras aún estaba en Fisher House, Mary le dijo a Charles que aceptaba su culpa por el asesinato y consideraba que en gran parte había sido una hija buena y fiel.

## Trayectoria
Seis meses después del asesinato, Charles sacó a Mary de Fisher House y la llevó a vivir a una casa en el pueblo de Hackney, no lejos de Londres. Charles pasaba los domingos y días festivos con Mary, dejándola al cuidado de sus caseros el resto del tiempo. Ella continuó trabajando como costurera y se suscribió a las bibliotecas locales, ya que fue una lectora voraz durante toda su vida. El poema de Charles «Escrito el día de Navidad de 1797» demostró sus sentimientos hacia su hermana, con quien se había comprometido de por vida. Tras la muerte de John Lamb, el 13 de abril de 1799, (Sarah Lamb había muerto dos años antes), Mary pudo regresar a Londres para vivir con su hermano Charles. Ambos decidieron que permanecerían solteros y vivirían juntos el resto de sus vidas, en un estado descrito por Charles como «una especie de doble soltería».

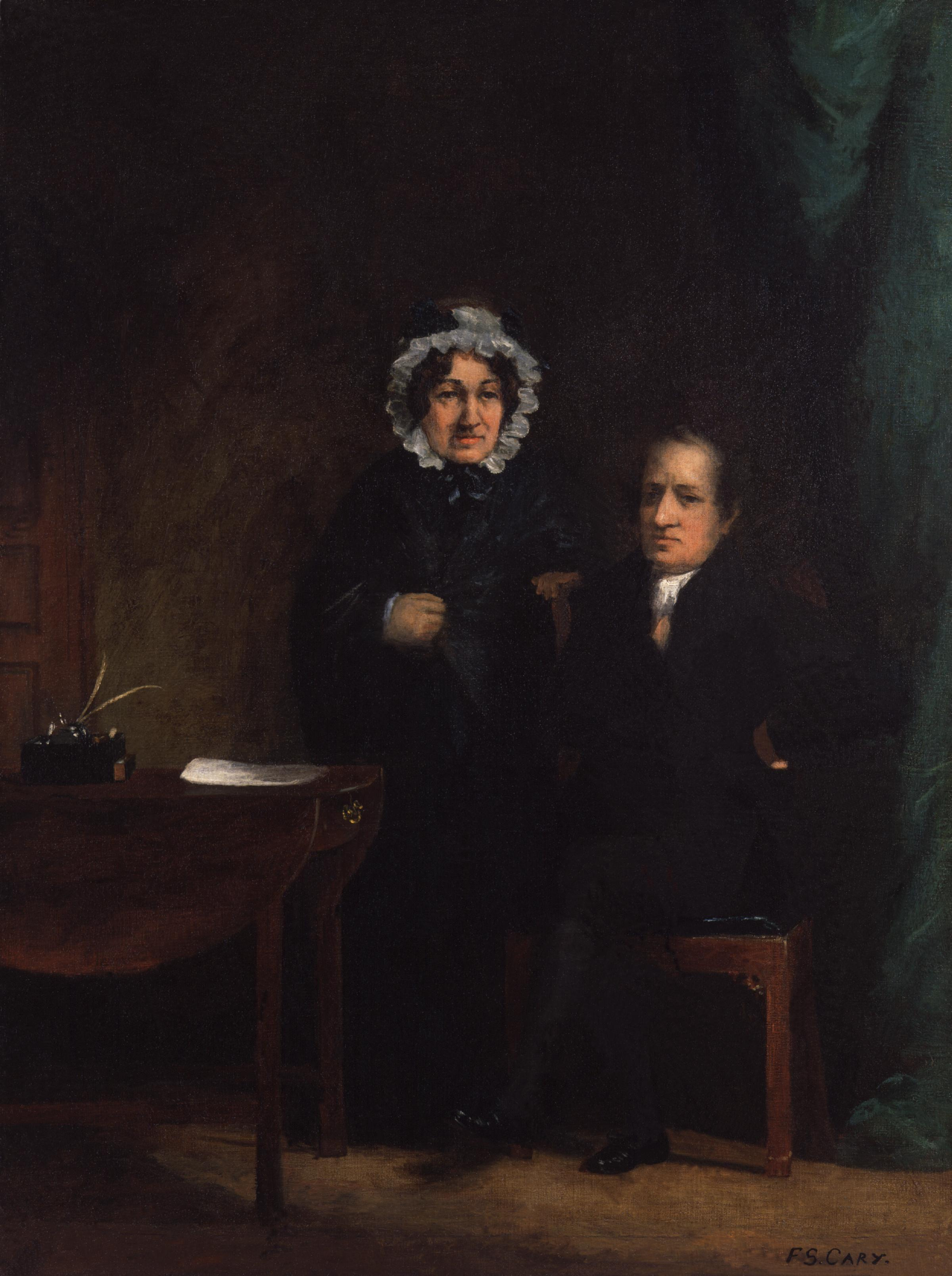
Retrato de Mary con su hermano Charles por Francis Stephen Cary, 1834.

En 1800, tras la muerte de su ama de llaves, Mary tuvo que ser internada de nuevo durante un mes. A lo largo de toda su vida, cuando Mary o Charles sufrían recaídas, pasaban temporadas en asilos mentales. Con el tiempo, los dos hermanos reconstruyeron la relación estrecha y cariñosa que habían mantenido antes de la muerte de su madre. En su ensayo Mackery End, Charles declaró «ambos estamos inclinados a ser demasiado positivos... Pero cuando hemos discrepado en puntos morales; sobre lo más apropiado, o no, sea cual sea la vehemencia de la oposición, o la firmeza de la convicción, estoy seguro de que, a la larga, siempre me convencerá su  forma de pensar». Su sentido del humor estaba tan poco desarrollado, en comparación con el de su hermano, que él describió un juego de palabras que ella hizo a los 50 años como su primera broma.
En 1801, los Lamb formaron un círculo literario y social que incluía a artistas y escritores menores, y visitas ocasionales de los amigos de Charles, Samuel Taylor Coleridge y William Wordsworth. En esa época, Mary también conoció a dos de sus mejores amigas, Sarah Stoddart y Dorothy Wordsworth. Charles comenzó a beber mucho en ese tiempo, un problema que le persiguió hasta su muerte. Mary cuidaba pacientemente a su hermano cuando se emborrachaba, tal como él siempre había hecho con ella.
En 1806, William Godwin (viudo de Mary Wollstonecraft) y su segunda esposa, Mary Jane Godwin (madre de Claire Clairmont), cercana a los Lamb a través del trabajo literario compartido en los últimos años, le pidieron a Mary que escribiera algo para su Biblioteca Juvenil. Este fue el comienzo de la colaboración de Mary y Charles en Tales from Shakespeare. Durante la redacción de los Cuentos, Mary se dio cuenta de que podía ganarse la vida escribiendo este tipo de obras para niños. La colección terminada de Tales se publicó en 1807, con una segunda edición que salió en 1809. Entre los artistas que ilustraron los cuentos estaban William Mulready y el poeta William Blake. En 1808, los Lamb estrecharon su amistad con William Hazlitt, un conocido de la familia que se había casado con Sarah Stoddart, amiga de Mary y hermana del periodista John Stoddart.
Mary comenzó a escribir su colección de cuentos Mrs. Leicester's School en 1808 y la publicó a finales de ese mismo año, aunque en la portada original figuraba la fecha de 1809. El trabajo fue principalmente de Mary con una pequeña colaboración de Charles. En 1825 el libro llevaba nueve ediciones. Charles y Mary publicaron otra colaboración, Poems for Children en 1810. Sus escritos les proporcionaban seguridad financiera y los situaron sólidamente en la clase media. Mary tuvo dificultades para adaptarse al  nuevo tipo de vida, ya que tuvo que contratar y gobernar a varios sirvientes, aunque estaba acostumbrada a realizar ella misma los trabajos domésticos.

## Últimos años

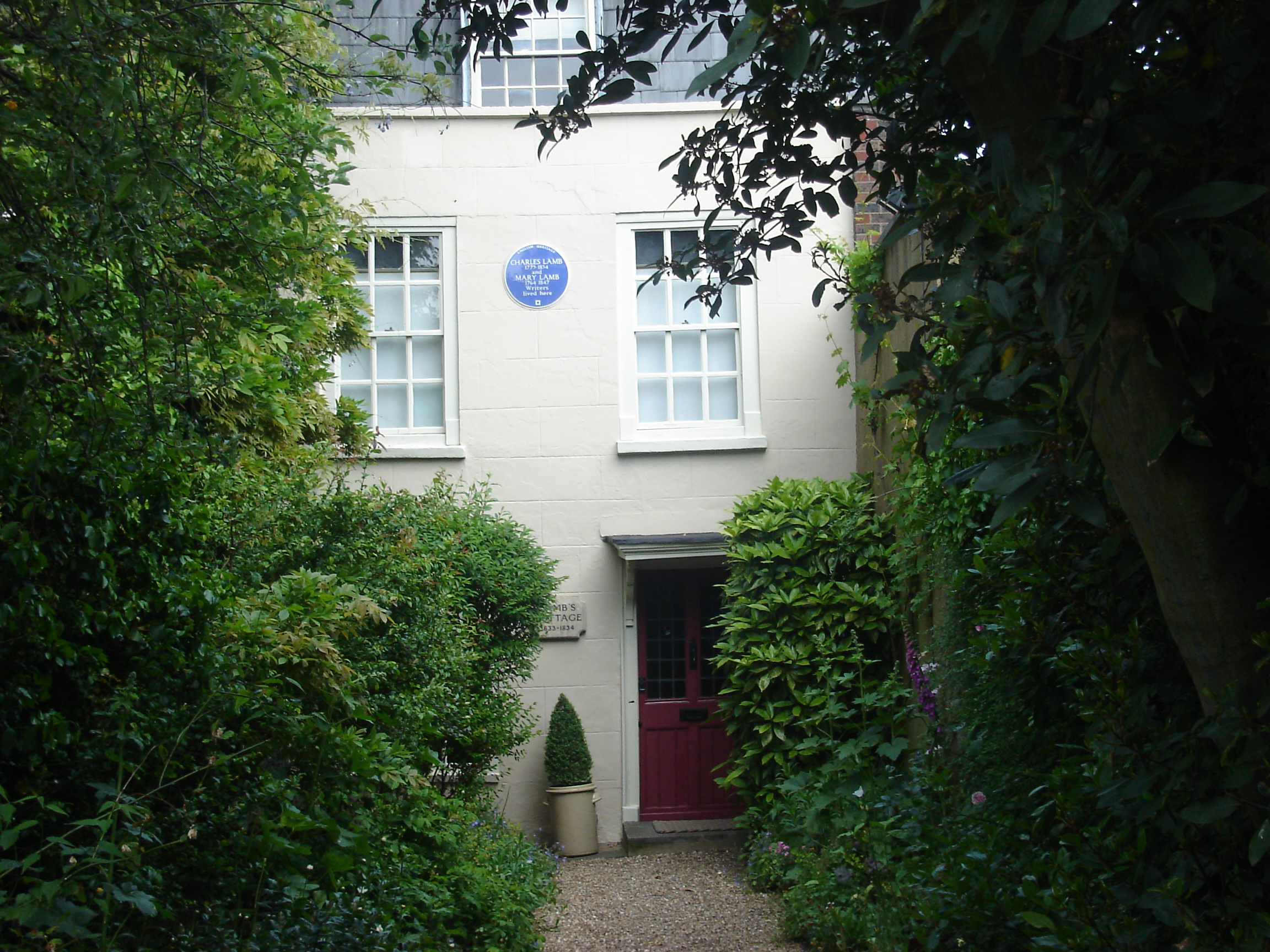
La casa de los Lamb en Edmonton.

En diciembre de 1814, Mary escribió un artículo titulado «Sobre la costura» que fue publicado en el New British Lady's Magazine al año siguiente bajo el seudónimo de Sempronia. En el artículo defendía que la costura debía convertirse en una profesión reconocida para dar independencia a las mujeres cuya única habilidad y forma de ganarse la vida era ese trabajo, algo que en aquella época estaban obligadas a hacer como parte de sus tareas domésticas. Mary tuvo una recaída de su enfermedad mental poco después de la publicación del artículo. En 1820 Charles comenzó a escribir los Ensayos de Elia, en algunos de los cuales su hermana era descrita bajo el nombre de Bridget Elia. En esa época, las reuniones literarias de los hermanos crecieron en importancia, con nuevos miembros que se unieron al círculo, incluidos Thomas Noon Talfourd y Bryan Procter.
En 1820 conocieron a una joven llamada Emma Isola, que posiblemente les fue presentada por William Wordsworth. Emma vivió en varias ocasiones con los Lamb durante los años siguientes. Tras la muerte de su padre en 1823, cuando ella tenía 14 años, Emma fue adoptada por los Lamb. Con ellos pasó cinco  años felices antes de encontrar un puesto de institutriz. Durante el tiempo que los tres vivieron juntos, se establecieron en una casa de campo. En 1825, Charles renunció a su puesto en la East India House. La enfermedad mental de Mary  había aumentado a finales de la década de 1820. Sus períodos de demencia eran más duraderos y profundos, al tiempo que aparecieron nuevos síntomas de depresión y desapego. La salud de Charles también se debilitó en esos años.
En 1833, Mary ingresó en una casa para enfermos mentales en Edmonton, Middlesex y Charles pronto la seguiría. Él nunca perdió el cariño y la devoción por su hermana, incluso cuando su enfermedad empeoró. «No podría ser más feliz en ningún otro sitio que no fuera bajo el mismo techo que ella», declaró en 1834. La muerte de Coleridge en julio de 1834 fue un gran golpe para Charles, que murió el 27 de diciembre de 1834. Según un amigo de la familia Henry Crabb Robinson, Mary estaba «bastante loca» en ese momento y era incapaz de sentir dolor por la muerte de su hermano, aunque se recuperó lo suficiente hasta el punto de poder persuadir a Wordsworth para que escribiera unas líneas para la lápida conmemorativa de su hermano.
Mary vivió en Edmonton hasta 1842 cuando se trasladó a una casa en Londres con sus cuidadoras. Cuando su mente se lo permitía, intercambiaba visitas con sus amigos pero el deterioro de su audición, a mediados de la década de 1840, le dificultaba la comunicación. Murió el 20 de mayo de 1847 y fue enterrada junto a su hermano en el cementerio de Edmonton en Middlesex.

## Legado

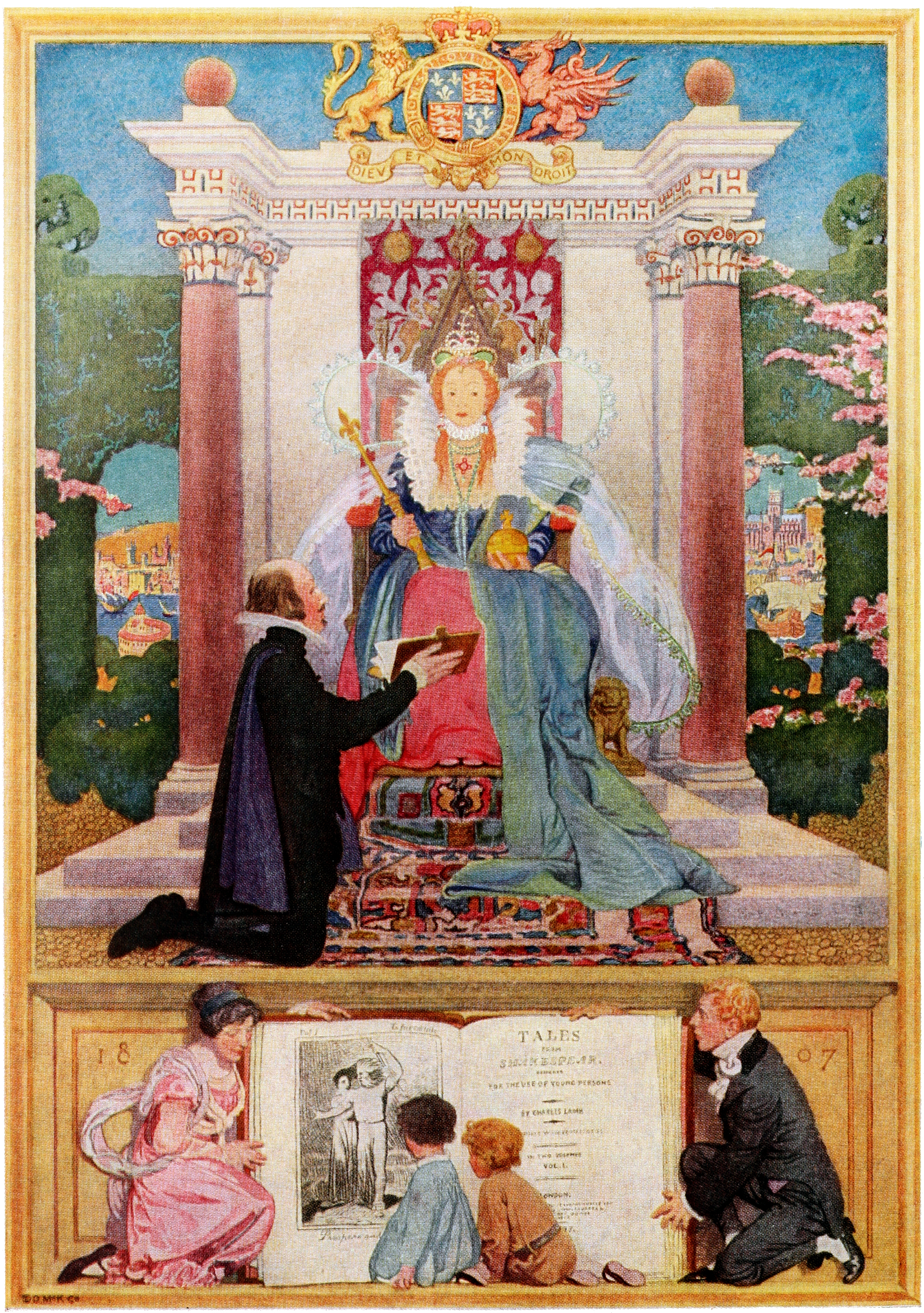
Ilustración del frontispicio de 1922 para Tales from Shakespeare.

Cuando murió, pocas personas fuera de su círculo de amigos y el de su hermano conocían sus problemas mentales o las circunstancias de la muerte de su madre. Su amigo Talfourd no tardó en publicar un libro de memorias de los Lamb en las que detallaba el estado mental de Mary cuidadosa y respetuosamente, al tiempo que la elogiaba como amiga y escritora. Una de las intenciones de Talfourd era potenciar la reputación de Charles mostrando lo que había hecho por su querida hermana. Señaló que Mary era «notable por la dulzura de su disposición, la claridad de su entendimiento y la gentil sabiduría de todos sus actos y palabras», y que «para un amigo en cualquier dificultad ella era la más confortable consejera y la más sabia de las consoladoras». Hazlitt la llamó la única mujer completamente razonable que había conocido. De hecho, era de las favoritas entre los amigos literarios de Charles. Sin embargo, publicaciones de la época, como el British Quarterly Review, no escribieron sobre ella con la misma amabilidad y respeto.
En 1913, el escritor estadounidense Willis J. Abbot le dedicó un artículo en su libro Mujeres notables en la historia.
Posteriormente, la historia de Charles y Mary Lamb fue explorada por Dorothy Parker y Ross Evans en su obra de teatro de 1949 The Coast of Illyria. Mary fue representada como el personaje central en The Lambs of London (2004), una novela de Peter Ackroyd. También fue  objeto de un estudio biográfico de 2004 de la escritora británica Kathy Watson, The Devil Kissed Her,  y de una biografía de 2005 de Susan Tyler Hitchcock, Mad Mary Lamb: Lunacy And Murder In Literary London. Aparece en el primer capítulo del libro de Lisa Appignanesi sobre mujeres y enfermedades mentales, Mad, Bad, & Sad. Los Lamb aparecen también en un episodio de la comedia radiofónica de Sue Limb The Wordsmiths at Gorsemere, un pastiche del poeta William Wordsworth y su círculo en Grasmere.
Un ensayo sobre Charles y Mary Lamb, titulado «The Unfuzzy Lamb», apareció en el libro de Anne Fadiman, At Large and at Small: Familiar Essays (2007).